# Citangtu (Kuningan)
Citangtu is een bestuurslaag in het regentschap Kuningan van de provincie West-Java, Indonesië. Citangtu telt 4722 inwoners (volkstelling 2010).